# Mohamed Hansal
Mohamed Hansal (født 6. november 1947 i Oran, arabisk: محمد حنصال) er en tidligere algerisk FIFA-dommer (linjedommer). Han var aktiv fra 1970 til 1980. Han dømte en kamp under VM 1990, i Italien.

## Karriere

### VM 1990
- Tunesien  –  Zaire 1-0 (gruppespil).

### Kampe
- VM 1990 (1 kamp)
- U/20-VM 1979 (1 kamp)
- U/20-VM 1987 (1 kamp)
- AFC Asian Cup 1988 (2 kampe)